# 뉴저지 안
뉴저지 안(New Jersey Plan)은 미합중국의 필라델피아 헌법회의에서 제기된 헌법 개정 방안이다. 뉴저지주처럼 규모가 작은 주를 대변하는 개정 방안으로, 윌리엄 패터슨이 대표적으로 주장했다.

## 주요내용
1. 단원제 입법부,각 주 동수 (1명의 의원)
2. 입법부에서 세입과 통상 규제의 권한 보유
3. 행정수반(다수 수반)은 직접선거로 선출
4. 사법부 판사의 임명권은 행정수반이 보유
5. 연방법은 최고의 법률(National Supremacy)[1]

## 같이 보기
- 버지니아 안
- 대타협